# Anastasiia Moskalenko
Pour les articles homonymes, voir Moskalenko.
Anastasiia Viktorivna Moskalenko (en ukrainien : Анастасія Вікторівна Москаленко), née le 16 août 2000 à Dnipropetrovsk (Ukraine), est une athlète handisport ukrainienne, spécialiste des lancers catégorie F32 pour les athlètes atteints d'infirmité motrice cérébrale.
Après le titre européen (2018) et le titre mondial (2019), elle remporte le titre paralympique en lancer du poids aux Jeux paralympiques en 2021.

## Carrière
Le 1er septembre 2021, Moskalenko remporte la médaille d'or du lancer du poids F32 lors des Jeux paralympiques d'été de 2020 avec un jet à 7,61 m, nouveau record du monde et record paralympique de la discipline, devançant la Polonaise Róża Kozakowska (7,37 m) et la Russe Evgeniia Galaktionova (6,80 m). Trois jours auparavant, elle était déjà monté sur la deuxième marche du podium du lancer de massue F32 avec une marque à 24,73 m derrière la Polonaise Kozakowska (28,74 m) et devant l'Algérienne Mounia Gasmi (23,29 m).

## Palmarès
| Date | Compétition           | Lieu      | Place | Concours | Marque  |
| ---- | --------------------- | --------- | ----- | -------- | ------- |
| 2017 | Championnats du monde | Londres   | 3e    | poids    | 5,38 m  |
| 2017 | Championnats du monde | Londres   | 4e    | massue   | 17,77 m |
| 2018 | Championnats d'Europe | Berlin    | 1re   | poids    | 5,65 m  |
| 2018 | Championnats d'Europe | Berlin    | 1re   | massue   | 19,42 m |
| 2019 | Championnats du monde | Dubaï     | 1re   | poids    | 6,92 m  |
| 2019 | Championnats du monde | Dubaï     | 3e    | massue   | 21,58 m |
| 2021 | Championnats d'Europe | Bydgoszcz | 2e    | poids    | 6,81 m  |
| 2021 | Championnats d'Europe | Bydgoszcz | 1re   | massue   | 20,24 m |
| 2021 | Jeux paralympiques    | Tokyo     | 1re   | poids    | 7,61 m  |
| 2021 | Jeux paralympiques    | Tokyo     | 2e    | massue   | 24,73 m |